# Álarcos csér
Az álarcos csér (Onychoprion anaethetus) a madarak osztályának lilealakúak (Charadriiformes) rendjébe, ezen belül a csérfélék (Sternidae) családjába tartozó faj.

## Rendszerezése
A fajt Giovanni Antonio Scopoli francia ornitológus írta le 1888-ban, a Sterna nembe Sterna anaethetus néven.

## Alfajai
- Onychoprion anaethetus anaethetus (Scopoli, 1786)
- Onychoprion anaethetus antarcticus (Lesson, 1831)
- Onychoprion anaethetus melanopterus (Swainson, 1837)
- Onychoprion anaethetus nelsoni (Ridgway, 1919)[2]

## Előfordulása
Csendes-óceán és Atlanti-óceán középső részének partjainál, Afrika, az Arab-félsziget, Délkelet-Ázsia, Ausztrália és Új-Zéland területén honos. Európai példányai csak kóborlók. Természetes élőhelyei a szubtrópusi vagy trópusi szigetek és tengerpartok. Vonuló faj.

## Megjelenése
Átlagos testhossza 38 centiméter, szárnyfesztávolsága 76–81 centiméteres, testtömege pedig 95–150 gramm.
|  |  |

## Életmódja
Hat centiméternél kisebb tintahalakkal és halakkal táplálkozik, valamint rákokat, alkalmanként vízi rovarokat és puhatestűeket is fogyaszt.

## Szaporodása
Védett óceáni szigeteken telepesen fészkel, Sziklák hasadékaiba, barlangba, sziklapárkányra, vagy bokrok alá készíti fészkét.
|  |

## Természetvédelmi helyzete
Az elterjedési területe rendkívül nagy, egyedszáma is nagy. A Természetvédelmi Világszövetség Vörös listáján nem fenyegetett fajként szerepel.